# ゴジラ岩 (石川県)
ゴジラ岩（ゴジラいわ）は、石川県珠洲市馬緤町（まつなぎまち）、日本海に面した赤神海岸にある岩（奇岩）。高さ約4メートル。

## 地理
奥能登の海岸線、輪島市から珠洲市へ至る道の途中に位置する。海から姿を現した怪獣ゴジラが西の空を向き、まさに火を噴かんとする姿に見えることから名付けられた。岩肌はゴツゴツとしており、外海の荒波と相まって一層それらしい雰囲気を醸し出す。夕日の名所としても有名である。
その形は波の浸食作用によって生じたものとされ、当地の古老の話によれば年月とともに削れて丸くなりつつあるという。
北陸中日新聞は2003年（平成15年）、石川県出身のプロ野球選手・ゴジラこと松井秀喜の大リーグ入りを報じた際に合わせて紹介したことが、ゴジラ岩への注目を集めるきっかけになったと述べており、案内看板や駐車場はその後整備されたものだという。2024年（令和6年）、能登半島地震に伴い周辺地盤が隆起。それまで干潮時にようやく陸続きになる程度であったものが、地震後は完全に陸続きとなった。

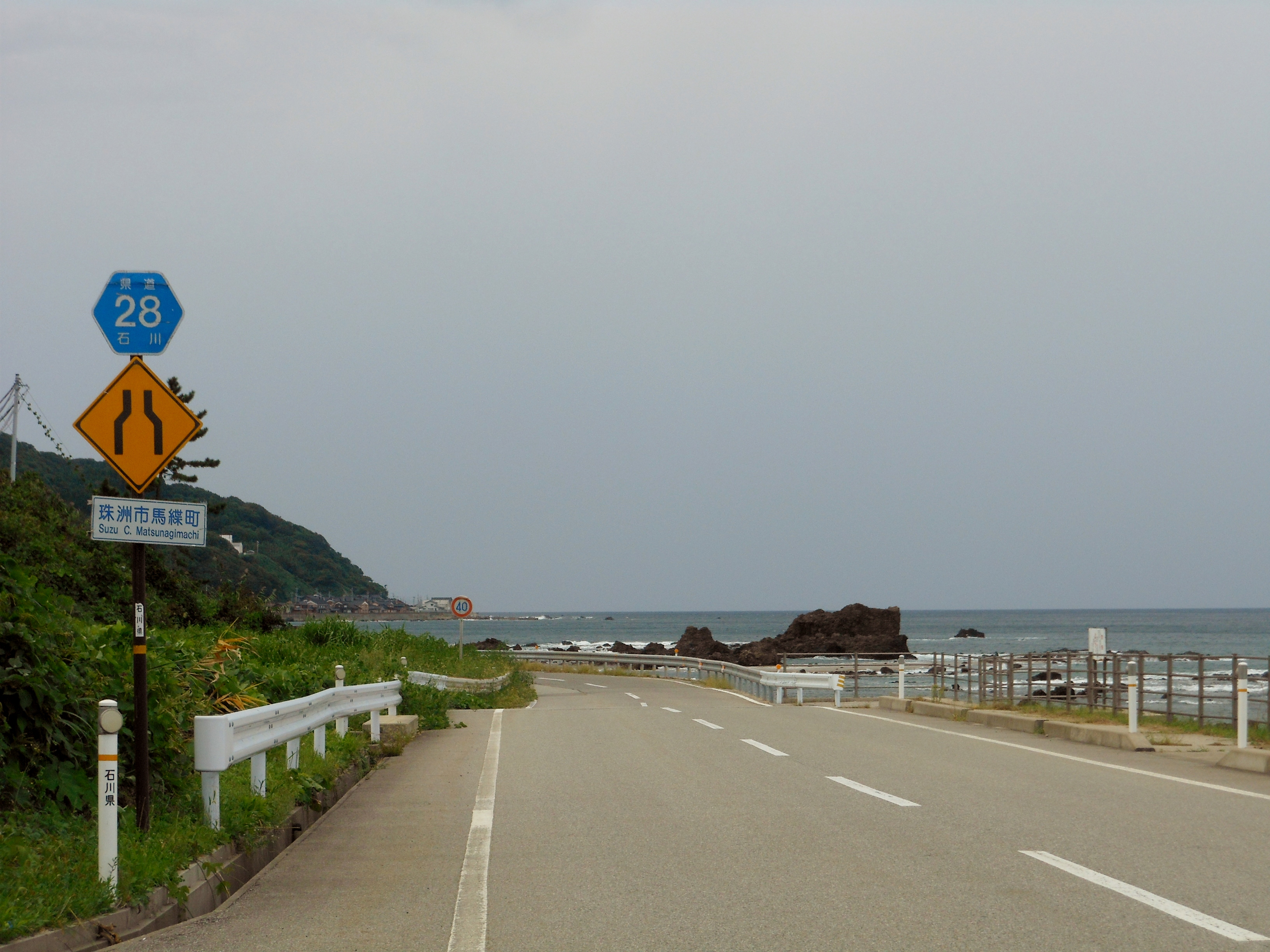
馬緤町の海岸線を走る石川県道28号大谷狼煙飯田線

## 交通アクセス
公共交通機関
JR金沢駅から北鉄バス・珠洲線で3時間、すずなり館にて路線バス（すずバス・大谷飯田ルート）に乗り換え30分間、「大谷」バス停留所にて下車、徒歩15分間。
自家用自動車
のと里山空港インターチェンジから国道249号を45キロメートル、自動車で1時間。5台駐車可能な駐車場がある。

## 関連文献
- 吉川敏之・鹿野和彦・柳沢幸夫・駒澤正夫・上嶋正人・木川栄一『珠洲岬，能登飯田及び宝立山地域の地質』産業技術総合研究所 地質調査総合センター、2002年。